# Birgit Doll
Birgit Doll (* 9. März 1956 in Wien; † 26. Oktober 2015) war eine österreichische Schauspielerin und Theaterregisseurin.

## Leben
Nach der Matura im Jahr 1974 begann Birgit Doll mit 19 Jahren Germanistik und Theaterwissenschaft zu studieren. Sie wechselte an das Max-Reinhardt-Seminar und absolvierte dort ihre Schauspielausbildung. 1976 gab sie ihr Debüt am Salzburger Landestheater. Sie wirkte ferner an folgenden deutschsprachigen Bühnen: Theater in der Josefstadt (1977), Ernst-Deutsch-Theater (1978), Salzburger Festspiele (1979), Volkstheater (Wien), Burgtheater, Schauspielhaus Zürich (1979), Schillertheater (Berlin), Bayerisches Staatsschauspiel (seit 1980). Bekannte Regisseure, mit denen sie arbeitete, waren Ingmar Bergman, Peter Patzak, Maximilian Schell, Hans Gratzer, Hans Lietzau, Otto Schenk und Achim Benning.
Birgit Doll übernahm auch zahlreiche Rollen im Fernsehen und im Film.
Im Oktober 2015 erlitt Doll einen Schlaganfall, an dessen Folgen sie wenige Tage danach, am 26. Oktober 2015, starb.
Sie wurde auf dem Hietzinger Friedhof (Gruppe 23, Nummer 2) in Wien beerdigt.

## Filmografie (Auswahl)

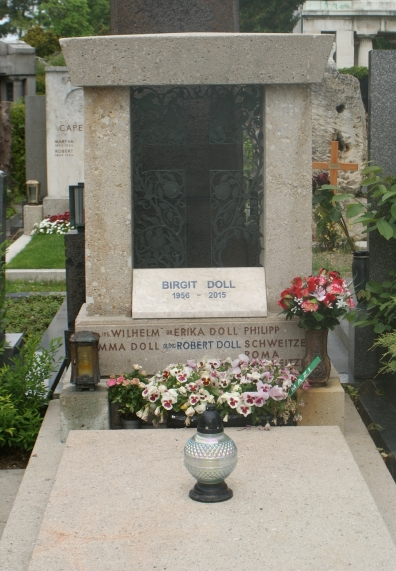
Grabstätte von Birgit Doll

- 1979: Geschichten aus dem Wienerwald
- 1980: Charlotte
- 1981: Dantons Tod – Regie: Rudolf Noelte
- 1983: Trauma
- 1984: Derrick – Angriff aus dem Dunkel (Folge 117, Regie: Jürgen Goslar)
- 1985: NEWS – Bericht über eine Reise in eine strahlende Zukunft (Regie: Rainer Erler)
- 1986: Bitte laßt die Blumen leben
- 1986: Roter Vogel – Regie: Dagmar Damek
- 1987: Der Schrei der Eule (Film) – Regie: Tom Toelle
- 1988: Derrick – Die Mordsache Druse (Folge 169)
- 1989: Der siebente Kontinent
- 1989: Frau Berta Garlan
- 1990: Es ist nicht leicht, ein Gott zu sein
- 1991: Derrick – Wer bist du, Vater ?
- 1995: Der große Abgang – Regie: Nico Hofmann
- 1996: Der Alte – Die Spur des Todes – Regie: Vadim Glowna
- 1997: Freier Fall
- 1997: Der Alte – Hochzeit mit dem Tod – Regie: Hans-Jürgen Tögel
- 1997: Siska – Der Bräutigam der letzten Tage (Regie: Hans-Jürgen Tögel)
- 1997: Der Alte – Folge 232: Große Liebe
- 1998: Der Alte – Folge 237: Plötzlich kam der Tod (Regie: Dietrich Haugk)
- 1998: Tatort – Der zweite Mann – Regie: Sylvia Hoffman
- 1998: Suzie Washington
- 1999: Die Entführung – Regie: Peter Patzak
- 1999: Der letzte Zeuge – Schwebende Engel
- 1999: Die Sekretärin des Weihnachtsmanns
- 2000: Ternitz, Tennessee
- 2000: Der Überfall
- 2001: Siska – Der Tote im Asphalt (Regie: Hans-Jürgen Tögel)
- 2001: Polizeiruf 110 – Zerstörte Träume
- 2004: Tatort – Der Wächter der Quelle – Regie: Holger Barthel
- 2004: Mein Vater, meine Frau und meine Geliebte
- 2005: Keller – Teenage Wasteland – Regie: Eva Urthaler
- 2006: Daniel Käfer und die Schattenuhr – Regie: Julian Roman Pölsler
- 2007: Heile Welt

## Regie (Auswahl)
- 2004: Hamlet, William Shakespeare (Shakespeare auf der Rosenburg) mit Raphael Schuchter und Alexander Waechter
- 2008: Der Kaufmann von Venedig, William Shakespeare (Shakespeare auf der Rosenburg) mit Alexander Waechter und Erich Schleyer
- 2009: Sommernachtstraum, William Shakespeare (Shakespeare auf der Rosenburg) mit Erni Mangold, Alexander Waechter und Erich Schleyer

## Hörspiele
- 2014: Friedrich Bestenreiner/Erwin Koch: Agnes und ihr Kind – Regie: Harald Krewer (Hörspiel – ORF)

## Auszeichnungen
- 1979: Bayerischer Filmpreis
- 1980: Bayerischer Filmpreis
- 1990/1991: Kainz-Medaille
- 1994/1995: Karl-Skraup-Preis
- 1998: Beste Schauspielerin beim Internationalen Filmfestival Florida (Fort Lauderdale)
- 2000: Nestroy-Theaterpreis als Beste Schauspielerin